# فيصل درويش (لاعب كرة قدم مواليد 1996)
فيصل درويش أحمد، لاعب كرة قدم سعودي يلعب في نادي القوس.

## مسيرة اللاعب
لعب سابقاً في نادي الشباب (السعودية) ونادي القيصومة ونادي التقدم ونادي المجزل ونادي الثقبة ونادي بيشة ونادي اللواء ونادي عرعر ونادي القوس.

## الحياة الشخصية
هو شقيق اللاعب بندر درويش.

## روابط خارجية
- فيصل درويش أحمد على موقع Soccerway.com (الإنجليزية)